# Conus flavidus
Conus flavidus é uma espécie de gastrópode do gênero Conus, pertencente à família Conidae.

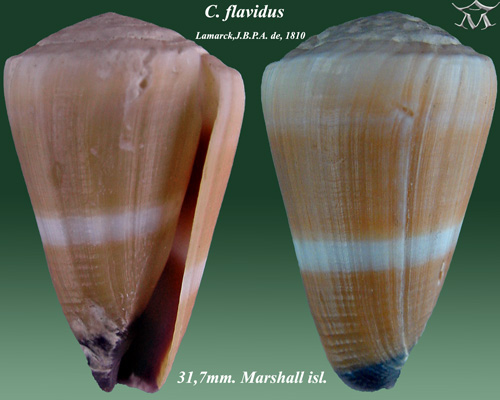
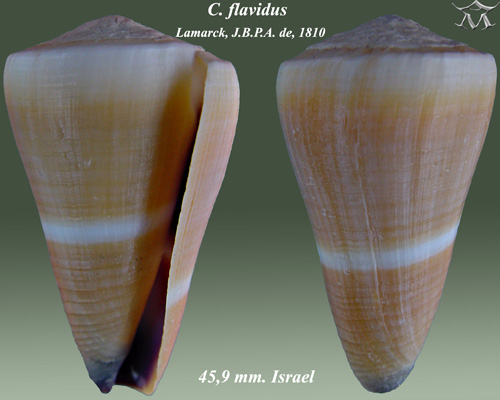
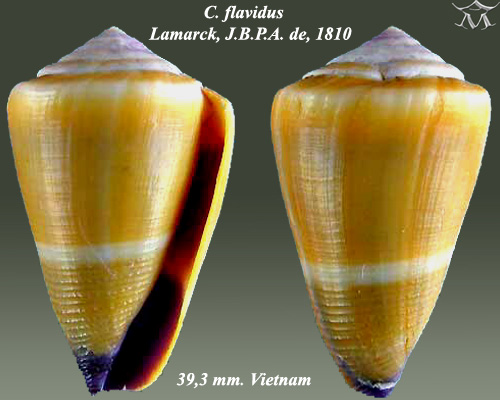
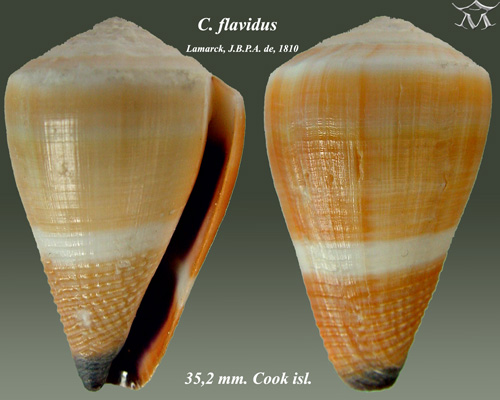
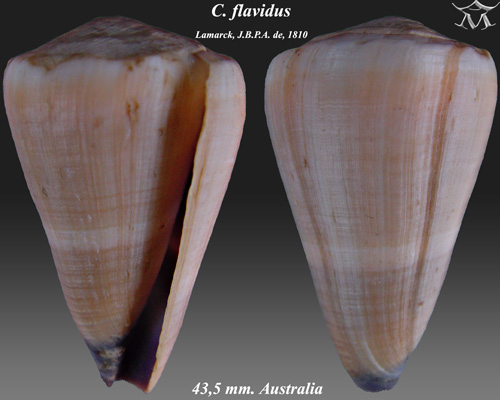
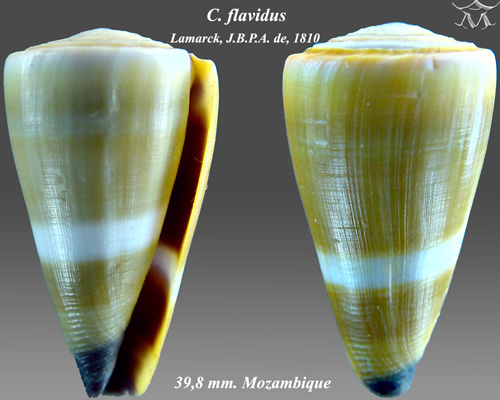